# Сокол, Павел Фёдорович
Павел Фёдорович Сокол (20 июня 1914, Федоровка, Полтавская губерния, Российская империя — 8 декабря 1991) — советский и украинский плодоовощевод, картофелевод, академик ВАСХНИЛ (1975).

## Биография
Родился 20 июня 1914 года в селе Фёдоровке. В 1936 году окончил Полтавский сельскохозяйственный институт.
После начала войны призван в РККА, участник боевых действий.
После демобилизации в 1946 году переехал в Киев и с 1947 по 1964 год работал в Украинском НИИ овощеводства и картофеля научным сотрудником. В 1964-1969 годах директор данного института.
В 1969 году переехал в Одинцовский район МО, где поселился в посёлке ВНИИССОК. С 1971 года директор ВНИИ селекции и семеноводства овощных культур, данную должность занимал до 1983 года. С 1983 по 1989 год консультант отдела хранения и переработки овощных культур там же.
Доктор с.-х. наук (1961), профессор (1966), академик ВАСХНИЛ (1975).
С 1989 года на пенсии.
Награждён орденами Знак Почёта, Отечественной войны II степени и Трудового Красного Знамени (2-х кратный кавалер), многими научными медалями СССР. В 1961 году получил степень доктора сельскохозяйственных наук, а в 1966 году звание профессора.
Умер 8 декабря 1991 года.

## Научные работы
Основные научные работы посвящены изучению биологии, особенностей хранения и переработки картофеля, овощей и плодов. Автор 200 научных трудов, 33 книги и брошюры.
- Предложил приёмы сокращения потерь семян овощных и бахчевых культур при хранении.
- Разработал рекомендации по хранению овощей и плодов в производственных масштабах.

## Избранные сочинения
- Сокол П.Ф. «Улучшение качества продукции овощных и бахчевых культур».— М.: Колос, 1978.— 293 с.
- Сокол П.Ф. «Хранение картофеля», 1968.
- Сокол П.Ф. «Хранение картофеля в мелких траншеях».— Киев, 1962.— 63 с (на Украинском языке).
- Сокол П.Ф. «Хранение картофеля и овощей».— Киев.: Госсельхозиздат УССР, 1955.— 122 с (на Украинском языке).

## Членство в обществах
- 1975-91 — Академик ВАСХНИЛ.